# Анус

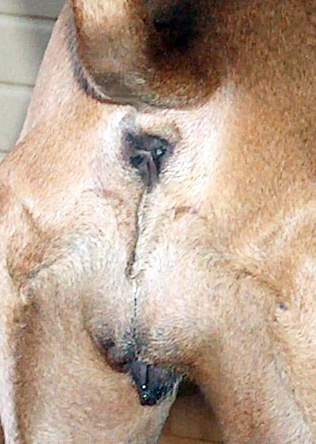
Анус собаки

А́нус (лат. anus — «кольцо») — отверстие в нижнем конце пищеварительного тракта животного или человека. Оно используется для того, чтобы удалить из организма экскременты, а также чтобы удерживать экскременты в прямой кишке до момента опорожнения.
Земноводные, пресмыкающиеся и птицы используют одно и то же отверстие для выделения жидких и твёрдых отходов, а также для спаривания и откладывания яиц, оно называется клоака.
У однопроходных млекопитающих также есть клоака, которая через терапсидов унаследована от самых ранних амниотов.
У кишечнополостных и у плоских червей анальное отверстие отсутствует, у вторичноротых животных анальное отверстие развивается на месте первичного зародышевого рта.

## Анус в ЭСБЕ
В начале XX века «Энциклопедический словарь Брокгауза и Ефрона» так описывал этот орган на своих страницах:
Анус (лат. Anus — задний проход) — этим именем называется наружное отверстие прямой кишки на том месте, где слизистая оболочка её постепенно переходит в кожу. Недалеко от заднепроходного отверстия слизистая оболочка ложится в продольные складки, которые при насильственном растяжении легко выравниваются, вследствие чего можно значительно расширить отверстие заднего прохода. А. имеет две запирающие мышцы: одна из них — внутренняя — составляет только утолщение мышечного кругового слоя прямой кишки и состоит из кольцевидных волокон, сокращающихся непроизвольно; другая мышца лежит ближе к коже и состоит из мышечных волокон, сокращающихся произвольно. Эти запирающие мышцы в нормальном состоянии не сильно сокращены; но если слизистая оболочка нижней части прямой кишки находится в состоянии раздражения, зависит ли это от каловых масс или от каких-либо патологических процессов (воспаление, опухоли, полипы, выпадения кишки и т. д.), тогда мышцы оказываются в сильной степени сокращёнными. В последнем случае сокращения делаются болезненными и вызываются обыкновенно натуживанием.
<…>
Искусственным задним проходом называется отверстие, сделанное оперативным путём в брюшной стенке, причём последняя сшита с кишечником таким образом, что содержимое кишок имеет через отверстие свободный выход наружу. Искусственный задний проход обыкновенно делают в таких случаях, когда в нижних отрезках прямой кишки существует какое-либо врождённое или патологическое препятствие (см. Прямая кишка). Если же подобное отверстие в брюшной стенке появляется вследствие случайного поранения или вследствие сращения кишечника и брюшной стенки, с последовательным их изъязвлением, то это отверстие называется противоестественным задним проходом (anus praeternaturalis). Ввиду тяжёлых неудобств от искусственного заднего прохода, а также и ввиду того, что питание больных часто при нём подрывается, в последнее время эту операцию заменили резекцией части кишечника, после которой часто получается прочное и продолжительное излечение.